# UTC+6
UTC + 6:00 é o fuso horário onde o horário local é contado a partir de mais seis horas em relação ao horário do Meridiano de Greenwich.

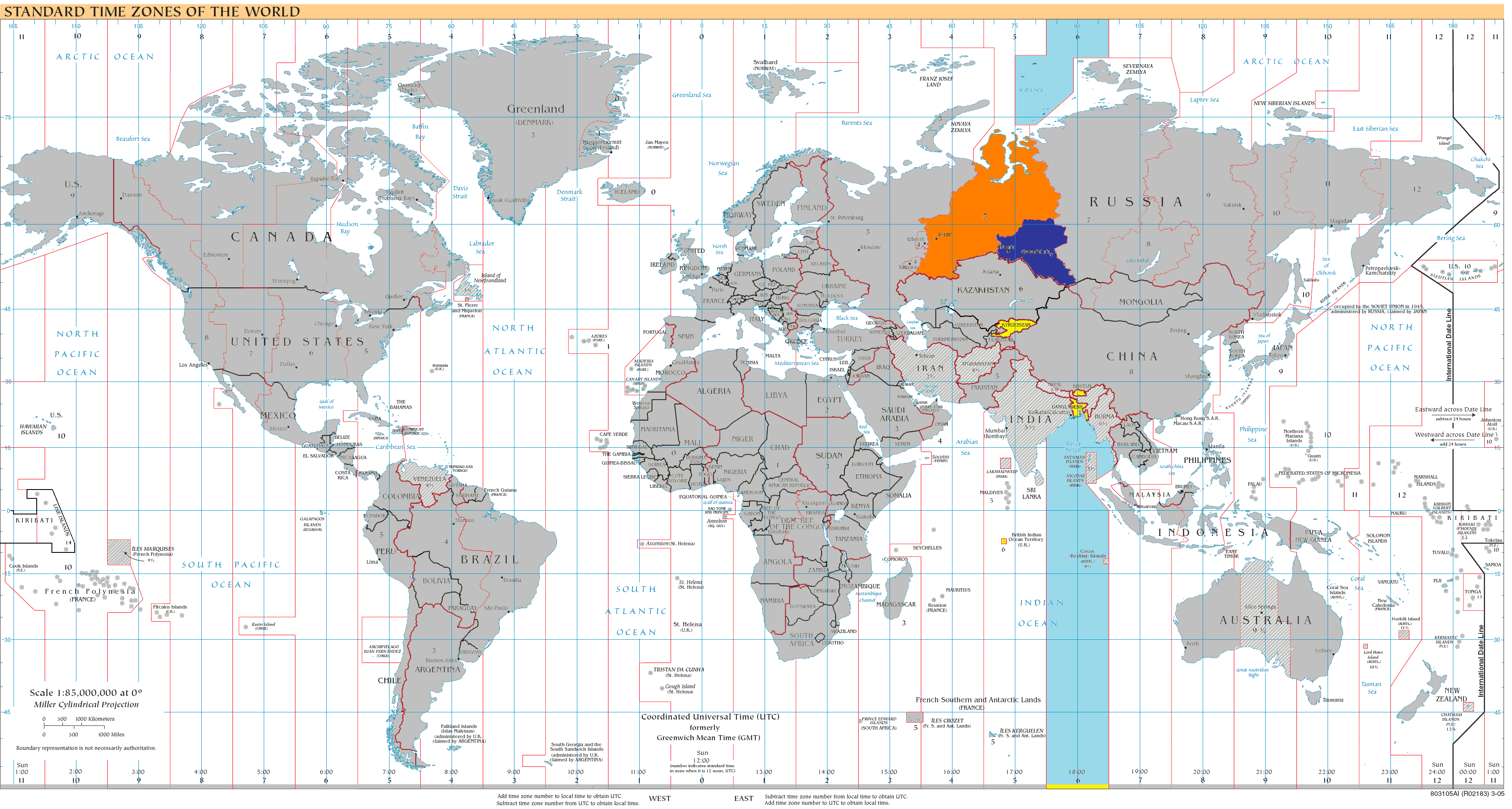
Mapa contendo as variações de tempo de acordo com a longitude, com a UTC+6:00 em destaque (laranja, azul e amarelo)

Longitude ao meio: 90º 00' 00" L

## Países
- Bangladesh[1]
- Butão[2]
- Cazaquistão
  - Região leste[3]
- Quirguistão[4]
- Rússia
  - Zona 5: Oblast de Omsk[5] [6]
  - Estação Vostok
- Reino Unido:
  -  Território Britânico do Oceano Índico
- Austrália:
  - Território Antártico Australiano